# Villanova-universiteit
De Villanova-universiteit is een rooms-katholieke instelling voor hoger onderwijs in Radnor Township, Pennsylvania, Verenigde Staten. De universiteit werd in 1842 opgericht door de paters Augustijnen en is genoemd naar de heilige bisschop en belijder Thomas van Villanova. De universiteit bestaat uit vijf colleges:
- Liberal Arts & Sciences
- Engineering
- Business
- Nursing
- Law

## Trivia
- Paus Leo XIV studeerde in 1977 af aan de Villanova-universiteit.

- De Nederlandse kardinaal Bernardus Alfrink ontving in 1973 een eredoctoraat van deze universiteit.

- De sportverenigingen van de universiteit voeren alle de naam Villanova Wildcats.